# Престуик

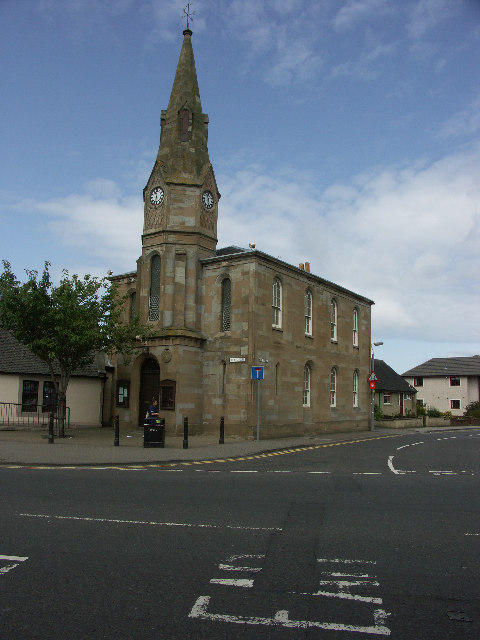
Здание муниципалитета

Пре́стуик (англ. Prestwick) — город на западном побережье Шотландии в округе Саут-Эршир. Расположен в 53 км от Глазго.

## Города-побратимы
- Лихтенфельс, Германия (Бавария)
- Вандалия, США (Огайо)
- Аричча, Италия